# Partiti politici in Svizzera
Questa è la lista dei partiti politici svizzeri.
La Svizzera è caratterizzata da un sistema multi-partitico.
Dal 1959 è prassi che i quattro partiti maggiormente rappresentati in seno al Consiglio Nazionale (la camera bassa dell'Assemblea federale) costituiscano un governo di coalizione secondo la "formula magica", ovvero una formula aritmetica che ripartisce i sette seggi del Consiglio federale (l'organo esecutivo della Confederazione) tra sette eletti dal Consiglio Nazionale esponenti dei quattro maggiori partiti.

## I partiti per seggi nell'amministrazione federale
I quattro partiti di governo, di cui uno o più membri fanno parte del Consiglio federale al 2019
     Gli altri 8 partiti presenti in Assemblea Nazionale al 2023
| UDC   | Unione Democratica di Centro          | Marco Chiesa               | 2 | 7  | 53 | Destra (nazionalconservatore)                               |
| PS    | Partito Socialista Svizzero           | Cédric WermuthMattea Meyer | 2 | 6  | 39 | Sinistra (socialdemocratico, socialista)                    |
| PLR   | PLR.I Liberali Radicali               | Thierry Burkart            | 2 | 12 | 29 | Centro-destra (liberale, radicale)                          |
| AdC   | Alleanza del Centro                   | Gerhard Pfister            | 1 | 14 | 28 | Centro, centro-destra (cristiano-democratico, conservatore) |
| Verdi | Partito Ecologista Svizzero           | Balthasar Glättli          | 0 | 5  | 28 | Centro-sinistra, sinistra (ecologista)                      |
| PVL   | Partito Verde Liberale della Svizzera | Martin Bäumle              | 0 | 0  | 16 | Centro (ecologista)                                         |
| PE    | Partito Evangelico Svizzero           | Heiner Studer              | 0 | 0  | 3  | Centro (cristiano-democratico)                              |
| Sol   | solidaritéS                           |                            | 0 | 0  | 1  | Estrema sinistra (socialista)                               |
| UDF   | Unione Democratica Federale           | Hans Moser                 | 0 | 0  | 1  | Destra (evangelico-conservatore)                            |
| Lega  | Lega dei Ticinesi                     | Giuliano Bignasca          | 0 | 0  | 1  | Destra sociale (regionalista-autonomista)                   |
| PLS   | Partito Liberale Svizzero (Svizzera)  |                            | 0 | 0  | 1  | Centro-destra (liberale)                                    |
| PdL   | Partito del Lavoro                    | Alain Bringolf             | 0 | 0  | 0  | Sinistra (comunista)                                        |
| PCS   | Partito Cristiano Sociale             | Monika Bloch Süss          | 0 | 0  | 0  | Centro-sinistra (cristiano-democratico)                     |
| PSL   | Partito Svizzero della Libertà        | Peter Commarmot            | 0 | 0  | 0  | Estrema destra (populista)                                  |
| DS    | Democratici Svizzeri                  | Bernhard Hess              | 0 | 0  | 0  | Destra sociale (nazionalista, conservatore)                 |
| PC    | Partito Comunista                     |                            | 0 | 0  | 0  | Estrema sinistra (comunista)                                |
| AL    | Lista Alternativa                     | -                          | 0 | 0  | 0  | Estrema sinistra (socialista-ecologista)                    |
| LS    | La Sinistra                           | -                          | 0 | 0  | 0  | Estrema sinistra (socialista-ecologista)                    |
| MPS   | Movimento per il Socialismo           | -                          | 0 | 0  | 0  | Estrema sinistra (socialista-trockijsta)                    |

## Partiti attuali

### Unione Democratica di Centro (UDC)
L'Unione Democratica di Centro è un partito di destra nazionalista e conservatore, nato nel 1971 dalla fusione del Partito dei contadini, degli artigiani e dei borghesi con altre formazioni minori. Alle elezioni federali del 2019 è risultato il partito più votato in Svizzera con il 25,59% dei voti, 53 seggi al Consiglio nazionale e 6 seggi al Consiglio degli Stati. Ha due suoi rappresentanti al Consiglio federale, Guy Parmelin e Albert Rösti.

### Partito Socialista Svizzero (PS)
Il Partito Socialista Svizzero è un partito di sinistra di ispirazione socialdemocratica, fondato nel 1888. Alle elezioni federali del 2019 è risultato il secondo partito più votato in Svizzera con il 16,84% dei voti, 39 seggi al Consiglio nazionale e 9 seggi al Consiglio degli Stati. Ha due suoi rappresentanti al Consiglio federale, Alain Berset ed Elisabeth Baume-Schneider.

### PLR.I Liberali Radicali (PLR)
Il PLR.I Liberali Radicali è un partito di centro-destra di orientamento liberale, nato nel 2009 dalla fusione del Partito Liberale Radicale e del Partito Liberale Svizzero. Alle elezioni federali del 2019 è risultato il terzo partito più votato in Svizzera con il 15,11% dei voti, 29 seggi al Consiglio nazionale e 12 seggi al Consiglio degli Stati. Ha due suoi rappresentanti al Consiglio federale, Ignazio Cassis e Karin Keller-Sutter.

### Alleanza del Centro (AdC)
L'Alleanza del Centro è un partito di centro di orientamento cristiano-democratico, nato nel 2021 dalla fusione del Partito Popolare Democratico e del Partito Borghese Democratico. Ha 28 seggi al Consiglio nazionale e 14 seggi al Consiglio degli Stati. Ha un rappresentante al Consiglio federale, Viola Amherd.

### Verdi Svizzeri (Verdi)
I Verdi Svizzeri sono un partito ambientalista di sinistra fondato nel 1983. Alle elezioni federali del 2019 è risultato il quarto partito più votato in Svizzera con il 13,24% dei voti, 28 seggi al Consiglio nazionale e 5 seggi al Consiglio degli Stati. Non ha rappresentanti al Consiglio federale.

### Partito Verde Liberale della Svizzera (PVL)
Il Partito Verde Liberale della Svizzera è un partito centrista ambientalista e liberale, fondato nel 2007. Alle elezioni federali del 2019 è risultato il sesto partito più votato in Svizzera con il 7,80% dei voti, 16 seggi al Consiglio nazionale e nessun seggio al Consiglio degli Stati. Non ha rappresentanti al Consiglio federale.

### Partito Evangelico Svizzero (PEV)
Il Partito Evangelico Svizzero è un partito di centro di orientamento cristiano-democratico, fondato nel 1919. Alle elezioni federali del 2019 è risultato l'ottavo partito più votato in Svizzera con il 2,08% dei voti, 3 seggi al Consiglio nazionale e nessun seggio al Consiglio degli Stati.

### Partito del Lavoro (PdL) o Partito Operaio e Popolare (POP)
Il Partito del Lavoro o Partito Operaio e Popolare è un partito di sinistra di orientamento comunista, fondato nel 1944. Alle elezioni federali del 2019 si è presentato in coalizione con solidaritéS, ottendendo congiuntamente il 1,05% e 2 seggi al Consiglio nazionale, di cui uno direttamente riconducibile al partito.

### solidaritéS (Sol.)
solidaritéS è un partito di sinistra anticapitalista, femminista e ecosocialista, fondato nel 1992 e presente nella Svizzera romanda. Alle elezioni federali del 2019 si è presentato in coalizione con il Partito del Lavoro, ottendendo congiuntamente il 1,05% e 2 seggi al Consiglio nazionale, di cui uno direttamente riconducibile al partito.

### Unione Democratica Federale (UDF)
L'Unione Democratica Federale è un partito di destra di orientamento cristiano-conservatore, fondato nel 1975. Alle elezioni federali del 2019 ha ottenuto l'1,00% dei voti, 1 seggio al Consiglio nazionale e nessun seggio al Consiglio degli Stati.

### Lega dei Ticinesi (Lega)
La Lega dei Ticinesi è un partito di destra populista fondato nel 1991 e presente unicamente nel Canton Ticino. Alle elezioni federali del 2019 ha ottenuto lo 0,75% dei voti, 1 seggio al Consiglio nazionale e nessun seggio al Consiglio degli Stati.

### Lista Alternativa (AL)
La Lista Alternativa è un partito politico di sinistra anticapitalista fondato nel 1990 presente nei cantoni di Zurigo e Sciaffusa. Alle elezioni federali del 2019 ha ottenuto lo 0,32% dei voti ma nessun seggio nel parlamento svizzero.

### Centro Sinistra PCS Svizzera (PCS)
Il Centro Sinistra PCS Svizzera, conosciuto precedentemente come Partito Cristiano Sociale, è un partito di centro-sinistra di orientamento cristiano-sociale, fondato nel 1997. Alle elezioni federali del 2019 ha ottenuto lo 0,26% dei voti ma nessun seggio nel parlamento svizzero.

### Movimento dei Cittadini Ginevrini (MCG)
Il Movimento dei Cittadini Ginevrini è un partito di destra populista fondato nel 2005 e attivo nel Canton Ginevra. Alle elezioni federali del 2019 ha ottenuto lo 0,22% dei voti ma nessun seggio nel parlamento svizzero.

### Democratici Svizzeri (DS)
I Democratici Svizzeri, precedentemente noti come Azione Nazionale, sono un partito di destra nazionalista fondato nel 1961. Alle elezioni federali del 2019 hanno ottenuto lo 0,13% dei voti ma nessun seggio all'Assemblea federale.

### Partito Pirata Svizzera (PPS)
Il Partito Pirata Svizzera è un partito di orientamento umanista, liberale e progressista, fondato nel 2009. Il partito presta particolare interesse a temi come la protezione dei dati, il diritto alla riservatezza, la libera circolazione delle idee e alla trasparenza delle istituzioni pubbliche. Alle elezioni federali del 2019 si è presentato nei cantoni di Zurigo, Berna, Basilea Città, Argovia e Vaud, ottenendo il miglior risultato in quest'ultimo cantone con lo 0,80% dei voti. Non ha rappresentanti all'Assemblea federale.

### Politica Integrale Svizzera (PI)
Politica Integrale Svizzera, o semplicemente Politica Integrale, è una associazione e partito politico che si ispira alla teoria integrale. Alle elezioni federali del 2019 si è presentato nei cantoni di Zurigo, Lucerna e Basilea Città. Non ha rappresentanti all'Assemblea federale.

## Nomi nelle altre lingue
| Sigla | Partito                               | Tedesco                                     | Francese                            | Romancio                                    |
| ----- | ------------------------------------- | ------------------------------------------- | ----------------------------------- | ------------------------------------------- |
| PPD   | Alleanza del Centro                   | Die Mitte (DM)                              | Le Centre (LC)                      | Allianza dal Center (AdC)                   |
| PLR   | PLR.I Liberali Radicali               | FDP.Die Liberalen (FDP)                     | PLR.Les Libéraux-Radicaux (PLR)     | PLD.Ils Liberals (PLD)                      |
| PS    | Partito Socialista Svizzero           | Sozialdemokratische Partei der Schweiz (SP) | Parti Socialiste Suisse (PS)        | Partida Socialdemocratica de la Svizra (PS) |
| UDC   | Unione Democratica di Centro          | Schweizerische Volkspartei (SVP)            | Union Démocratique du Centre (UDC)  | Partida Populara Svizra (PPS)               |
|       |                                       |                                             |                                     |                                             |
| PVL   | Partito Verde Liberale della Svizzera | Grünliberale Partei der Schweiz (GLP)       | Parti Vert'libéral Suisse (PVL)     | -                                           |
| PCS   | Partito Cristiano Sociale             | Christlich-soziale Partei (CSP)             | Parti chrétien-social (PCS)         | Partida cristiansociala de la Svizra (PCS)  |
| PE    | Partito Evangelico Svizzero           | Evangelische Volkspartei der Schweiz (EVP)  | Parti Evangelique Suisse (PEV)      | Partida Evangelica Svizra (PEV)             |
| PSL   | Partito Svizzero della Libertà        | Freiheits-Partei der Schweiz (FPS)          | Parti Suisse de la Liberté (PSL)    | Partida Svizra da la Libertad (PSL)         |
| Verdi | Partito Ecologista Svizzero           | Grüne Partei der Schweiz (Grüne)            | Parti Ecologiste Suisse (Les Verts) | Partida Ecologica Svizra (La Verda)         |
| DS    | Democratici Svizzeri                  | Schweizer Demokraten (SD)                   | Démocrates Suisses (DS)             | Democrats Svizzers (DS)                     |
| Lega  | Lega dei Ticinesi                     | Liga der Tessiner                           | Ligue des Tessinois                 | -                                           |
| UDF   | Unione Democratica Federale           | Eidgenössisch-Demokratische Union (EDU)     | Union Démocratique Fédérale (UDF)   | Uniun democrata federala (UDF)              |
| PdL   | Partito del Lavoro                    | Partei der Arbeit der Schweiz (PdAdS)       | Parti suisse du travail (PST)       | Partida svizra da la lavur (PSdL)           |
| AL    | Lista Alternativa                     | Alternative Liste                           | -                                   | -                                           |
| LS    | La Sinistra                           | Alternative Linke (AL)                      | La Gauche (LG)                      | Alternativa sanestra (AS)                   |
| Sol.  | Solidarietà                           | SolidaritéS (Solidarität)                   | SolidaritéS                         | -                                           |
| MPS   | Movimento per il Socialismo           | Bewegung für den Sozialismus (BFS)          | Mouvement pour le Socialisme (MPS)  | -                                           |

Fonte: Cancelleria federale